# Joey Lawrence
Joseph Lawrence Mignogna, Jr. (* 20. dubna 1976, Filadelfie, Pensylvánie, Spojené státy americké), známý jako Joey Lawrence je americký herec, zpěvák a moderátor. Nejvíce se proslavil rolemi v seriálech Gimme a Break!,  Kvítko a Brotherly Love. V roce 2010 získal roli Joeho Longa v seriálu stanice ABC Family Melissa a Joey.

## Životopis
Narodil se ve Filadelfii v Pensylvánii, je synem Donny a Josepha Mignogny. Má italské předky. Má dva mladší bratry, Matthewa a Andrewa, kteří jsou také herci.
Navštěvoval Abington Friends School v Jenkintownu v Pensylvánii a později navštěvovat Univerzitu Jižní Kalifornie.

## Kariéra

### Herectví
První role přišla s reklamaou pro Craker Jakc. V 5 letech se objevil v The Tonight Show Starring Johnny Carson, kde zazpíval písníčku „Give My Regards to Broadway“. V roce 1983 získal roli Joeho Donovana v sitcomu stanice NBC Gimme a Break!. V roce 1988 propůjčil svůj hlas pro film Oliver & Přátelé. Mezi lety 1991 a 1995 hrál v televizním seriálu Kvítko, kde hrál Joeyho Russo.
Se svými bratry Mattewem a Andrewem si zahrál v seriálu Brotherly Love. S Jennifer Morrison si zahrál ve filmu Temná legenda 2. V roce 2006 se stal soutěžícím reality show stanice ABC Dancing with the Stars, kde byl spárován s profesionální tanečnicí Edytou Śliwińskou. Skončil na třetím místě. V roce 2007 získal roli Billyho Flynna v Broadwayské produkci Chicaga. 9. července 2008 měla premiéru taneční reality show Master of Dance, kterou moderoval.
V roce 2009 si zahrál po boku Melissy Joan Hart ve filmu Moje falešná svatba, který měl premiéru na stanici ABC Family. V srpnu 2010 se vrátil na televizní obrazovky v sitcomu stanice ABC Family Melissa a Joey v roli Joeho Longa, kterého jako chůvu zaměstnala postava, kterou hraje Melissa Joan Hart.

### Hudba
V 16 letech vydal své debutové album nazvané Joey Lawrence. Jeho písnička „Nothin' My Love Can't Fix“ se stala mezinárodním hitem. Písnička se stala titulní písní filmu Cop and a Half.
V červenci 2008 oznámila, že pracuje na novém albu, které se bude skládat především z balad. V červnu 2011 vydal nový singl nazvaný "Rolled". V červenci vydal další single "Give It To Ya (Acoustic)"
V roce 2017 založil kapelu Still 3 a společně vydali singl „Lose Myself“.

## Osobní život
Joey se oženil s Michelle Vellou v roce 2002, rozvedli se v roce 2004. Svojí druhou ženu Chandie Yawn-Nelson, poznal na dovolené do Disney Worldu, když byli teenageři, vzali se o 13 let později. Dvojici se narodily dvě dcery, narozené v roce 2006 a 2010. V roce 2017 zažádali o osobní bankrot.

## Filmografie
| Rok  | Název                  | Role                    | Poznámky            |
| ---- | ---------------------- | ----------------------- | ------------------- |
| 1985 | Vydařená dovolená      | Bobby Chester           |                     |
| 1988 | Vražedný puls          | David Rockland          |                     |
| 1988 | Oliver & Přátelé       | Oliver (hlas)           |                     |
| 1994 | Vraždy v Radiolandu    | Frankie Marshall        |                     |
| 1995 | Goofy na výletě        | Chad (hlas)             |                     |
| 2000 | Honička na chlapa      | Darby                   |                     |
| 2000 | Temná legenda 2        | Graham Manning          |                     |
| 2001 | Chcete znát tajemství? | Hank Ford               |                     |
| 2001 | Vánoční dobrodružství  | Lídr smečky (hlas)      |                     |
| 2002 | Pandořina skříňka      | Detektiv Anderson       |                     |
| 2006 | Odpočívadlo            | Strážník Michael Deacon |                     |
| 2008 | Killler Pad            | Joey Lawrence           |                     |
| 2008 | Vánoce na draka        | Carey Krzyznyk          |                     |
| 2010 | Sinatra Club           | Louise "Pipes" Pepitone |                     |
| 2011 | Tumor & Gooch          | Gooch                   | krátkometrážní film |
| 2011 | Hit List               | Lyle                    |                     |
| 2016 | Saved By Grace         | Rick                    |                     |
| 2016 | Emma's Chance          | Kevin Chambers          |                     |
| 2016 | Arlo: The Burping Pig  |                         |                     |
| 2016 | Isle of the Dead       |                         |                     |
| 2018 | My Brothers Keeper     |                         |                     |
| 2019 | Roe v. Wade            | Robert Byrn             |                     |

| Rok       | Název                            | Role                      | Poznámky                       |
| --------- | -------------------------------- | ------------------------- | ------------------------------ |
| 1982      | Scamps                           | Sparky                    | TV film                        |
| 1982      | Diffrent Strokes                 | Joey                      | díl: „Big Brother“             |
| 1982      | Silver Spoons                    | Joey Thompson             | díl: „The Best Christmas Ever“ |
| 1983      | Little Shots                     | Pete                      |                                |
| 1983      | Wait till Your Mother Gets Home! | Chris Peters              |                                |
| 1983-89   | Gimme a Break!                   | Joey Donovan              | hlavní role, 77 dílů           |
| 1984      | Young People's Specials          | Billy                     | díl: „Umbrella Jack“           |
| 1985      | ABC Afterschool Special          | Mattie                    | díl: „Dont' Touch“             |
| 1989      | Adventures in Babysitting        | Brad Anderson             | díl: „Pilot“                   |
| 1990-95   | Kvítko                           | Joey Russo                | Hlavní role, 114 dílů          |
| 1991      | Zlaté okovy                      | Tommy                     |                                |
| 1993      | Olsen Twins Mother's Day Special | Zpěvák                    |                                |
| 1993      | Almost Home                      | Jeff Thornton             | díl: „Girls and Boys“          |
| 1993      | Empty Nest                       | Wade                      | díl: „Aunt Verne Knows Best“   |
| 1995      | The John Larroquette Show        | Bratr Carly               | díl: „Whipping Post“           |
| 1995      | Something Wilder                 | J.J. Travis               | díl: „Bergman of Alcatraz“     |
| 1995      | Prince for a Day                 | Ralpf Bitondo/Princ Ricky |                                |
| 1995-1997 | Brotherly Love                   | Joe Roman                 | hlavní role, 40 dílů           |
| 1996      | Bratři z divočiny                | Ehtan Frye                |                                |
| 1999      | Dotek anděla                     | Jesse                     | díl: „Fool for Love“           |
| 1999      | Horse Sense                      | Michael Woods             |                                |
| 1999      | Recess                           | Franklin Dudikoff (hlas)  | díl: „The Dude“                |
| 2001      | Jumping Ship                     | Michael Woods             |                                |
| 2002      | Romantická komedie 101           | Mark Gibson               |                                |
| 2002      | The Zeta Project                 | Dex Finley (hlas)         | díl: „Eye of the Storm“        |
| 2002-03   | American Dreams                  | Michael Brooks            | 11 dílů                        |
| 2003-04   | Run on the House                 | Kurt Franklin             | hlavní role, 19 dílů           |
| 2004      | Pravidla lásky                   | Michael Warner            |                                |
| 2005      | Bow                              | Matt                      |                                |
| 2005      | Zpověď kariéristky               | Ferfuson                  |                                |
| 2005-06   | Half & Half                      | Brett Mahoney             | 9 dílů                         |
| 2006      | Android Apocalypse               | DeeCee                    |                                |
| 2007      | Kriminálka New York              | Clay Dobson               | 3 díly                         |
| 2007-08   | Vladařova nová škola             | Dirk Brock (hlas)         | 2 díly                         |
| 2009      | Moje falešná svatba              | Vince                     |                                |
| 2010-15   | Melissa a Joey                   | Joe Longo                 | hlavní role, 104 dílů          |
| 2011      | The Dog Who Saved Halloween      | Zeus                      |                                |
| 2012      | Hitched for the Holidays         | Rob Marino                | TV film                        |
| 2012      | The Dog Who Saved The Hollidays  | Zeus                      | TV film                        |
| 2013      | Splash                           | Sám sebe/Moderátor        |                                |
| 2015      | Celebrity Family Feud            | Sám sebe                  |                                |
| 2016      | Cupcake Wars                     | Sám sebe/soutěžící        |                                |
| 2016      | Vánoce zas a znovu               | majitel obchodu           |                                |
| 2017      | Girl Followed                    | Sám sebe                  |                                |
| 2017      | Hawaii 5-0                       | Aaron Wright              | 2 díly                         |

| Rok  | Název   | Role        | Poznámky  |
| ---- | ------- | ----------- | --------- |
| 2007 | Chicago | Billy Flynn | Náhradník |

## Diskografie

### Alba
- 1993: Joey Lawrence
- 1997: Soulmates